# Der Scherer – erstes illustriertes Tiroler Witzblatt
Der Scherer – erstes illustriertes Tiroler Witzblatt  (später: Der Scherer – Illustriertes Tiroler Halbmonatsblatt für Kunst und Laune in Politik und Leben) war eine Satirezeitschrift, die von 1899 bis 1906 zuerst in Innsbruck, dann in Linz und zuletzt in Wien erschien. Herausgeber war Karl Habermann, der auch die völkische, nationalliberale und antiklerikale Ausrichtung des „Scherer“ bestimmte.

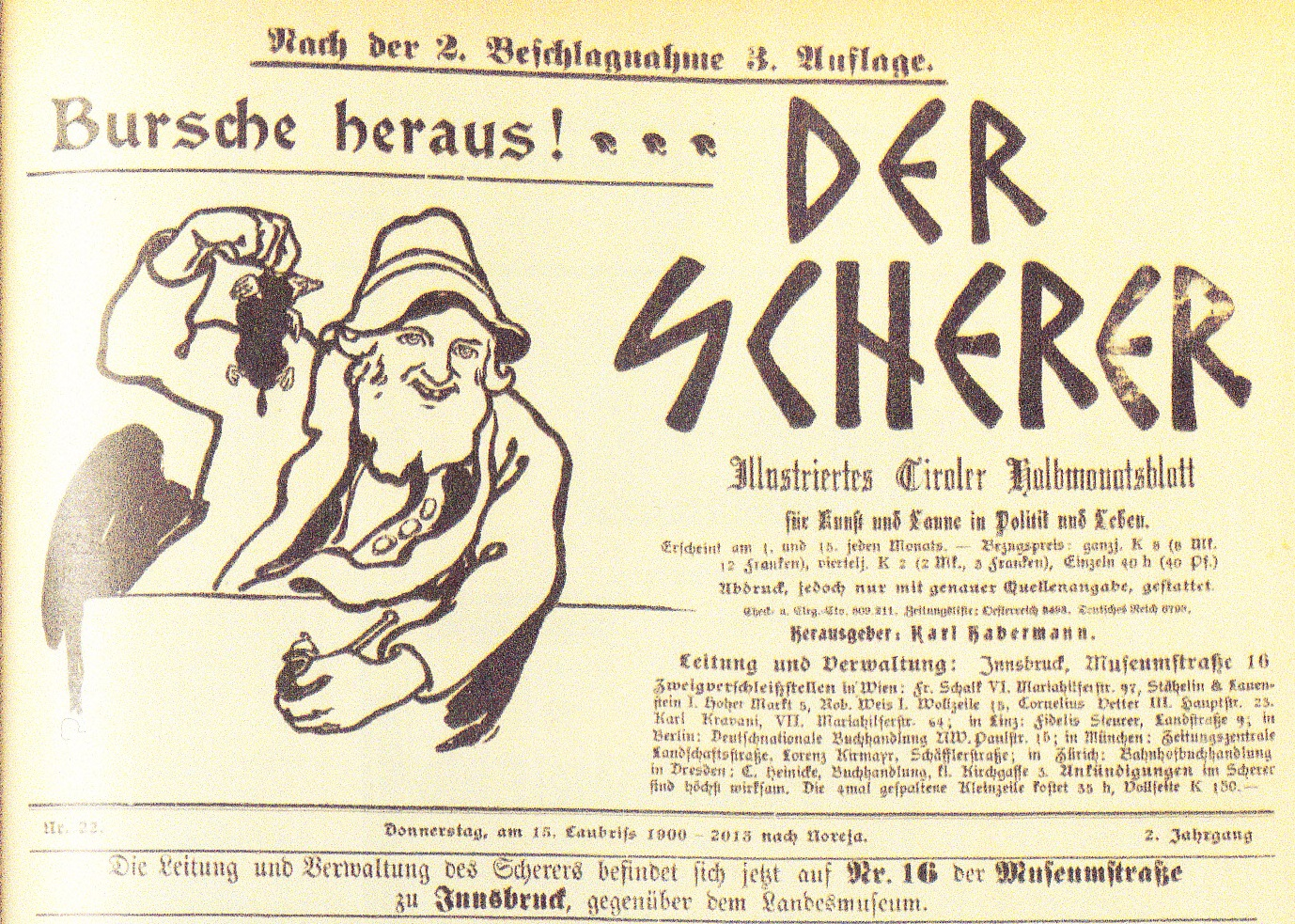
Kopftitel der Zeitschrift „Der Scherer“

## Gründung und Name
Der Name der Zeitschrift, die sich unter anderem den Münchner Simplicissimus von Thomas Theodor Heine zum Vorbild nahm, weist auf die programmatische Ausrichtung des „Scherer“ hin: Als „Scherleute“ oder „Scherer“ wurden in Tirol die Schädlingsbekämpfer bezeichnet, die vor allem Kleintiere (bspw. Ratten, Maulwürfe) zu Gunsten einer besseren landwirtschaftlichen Nutzung unschädlich machten. Die „Schädlinge“, denen sich der Scherer im Sinne seiner Leser anzunehmen versprach, waren in erster Linie die katholische Amtskirche und katholisch-konservative Politiker, die österreichisch-ungarische Bürokratie, und Juden.

Antiklerikale Karikatur von Arpad Schmidhammer im „Scherer“

In folgendem Gedicht weisen die „Scherer-Leute“, so die Selbstbezeichnung der Redaktion, darauf hin:
„Der Scherer ist im Kirchenbann /
das kann ihn gar nicht scheren /
und der erboste Dunkelmann (= Übername für Kleriker, Anm.) /
wird drum ihn nicht bekehren. /
Er geht aufs Feld so nach wie vor /
vergräbt dort seine Trappeln (= mundartlich: Fallen für Ratten und Maulwürfe, Anm.) /
und zieht er wieder sie empor, wird mancher Scher (= Tiroler Mundart für Maulwurf, übertragen: Kleriker) drin zappeln.“
Die erste Ausgabe des „Scherer“ erschien am 1. Mai 1899. Die gegen die vorherrschende konservative Geisteshaltung in Tirol gerichteten Verse und Karikaturen sicherten dem „Scherer“ die Sympathie eines großen Teils der liberal-bürgerlichen Intelligenz. Insbesondere wurde die Zeitschrift zum Sammelpunkt der literarischen Bewegung Jung-Tirol.
Als Mitarbeiter in den ersten Jahren schienen unter anderen die Schriftsteller und Lyriker Arthur von Wallpach, Anton Renk, Hermann Greinz, Heinrich von Schullern und Carl Dallago sowie die Maler und Zeichner Arpad Schmidhammer, Eduard Thöny und Ferdinand Freiherr von Rezniček auf.
Der völkisch-alldeutsche Propagandist Wilhelm Rohmeder lancierte im „Scherer“ vor 1903 Boykottaufrufe gegen nicht-deutsche „Gaststätten in den sprachlichen Grenzgebieten, welche deutschen Reisenden zu empfehlen sind“ und verband dies mit antiitalienischer Hetze.

## Entwicklung des Scherer bis 1904
Der „Scherer“ war in der ersten Phase bis 1904 durch seine bissige Satire und kompromisslos deutschnational-liberale Rhetorik zu einem Feindbild für das katholisch-konservative Tirol geworden. Regelmäßig wurden Ausgaben beschlagnahmt oder zensiert, Herausgeber Habermann wurde wegen der antiklerikalen Karikaturen und Kommentare mehrmals vor Gericht zitiert.

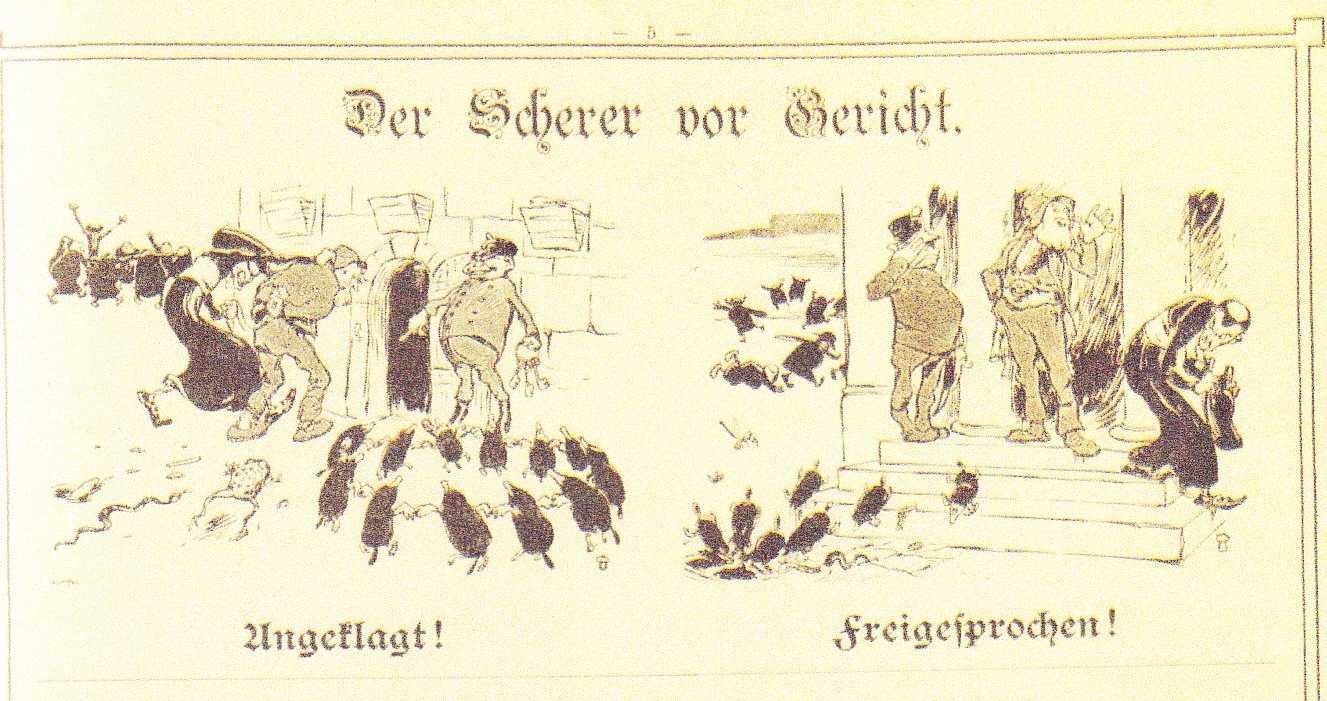
„Der Scherer vor Gericht“, Karikatur aus „Scherer“, Protest-Nummer, 1. Oktober 1899

Bereits im Juli 1899, nur drei Monate nach Erscheinen der Erstausgabe, warnte der Brixner Fürstbischof Simon Aichner in einem Hirtenbrief vor der antireligiösen Tendenz der Zeitschrift und verbot den katholischen Gläubigen die Lektüre des „Scherer“, indem er feststellte „dass jeder, der dieses Blatt liest, bezahlt oder wie immer unterstützt, seine Gewissenspflicht arg verletzt.“
In den ersten Jahren des „Scherer“ war neben der katholischen Amtskirche, insbesondere den Jesuiten, vor allem die österreichische Bürokratie ein Feindbild. Bis 1902 tritt der in deutschnationalen Kreisen immer häufiger anzutreffende Antisemitismus weder in den Bild- noch in den Textbeiträgen zu Tage.
Diese Zurückhaltung gegenüber der jüdischen Gemeinschaft könnte mit der beinahe religiösen Verehrung für den Tiroler Dichter Adolf Pichler zusammenhängen, der den „Scherer-Leuten“ als großes Vorbild galt und der als überzeugter Deutschnationaler den Antisemitismus ablehnte (Zitat Pichler: „Ich achte sie (die Juden, Anm.) als Mitmenschen und trete dafür ein, dass das Gesetz der Menschenliebe auch ihnen gegenüber ohne Einschränkung gilt.“)
Auch war blinder Nationalismus im „Scherer“ der Frühphase nicht zu finden. Das Deutschtum der Tiroler wurde zwar betont, anderen Völkern gegenüber zeigten sich die „Scherer-Leute“ aber versöhnlich.

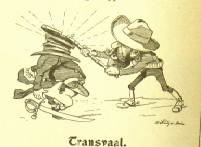
Antibritische Karikatur zum Burenkrieg im „Scherer“: ein burischer Freiheitskämpfer prügelt John Bull, die Personifizierung des Aggressors Großbritannien

Insbesondere galten die Sympathien dem antiklerikal-liberalen Frankreich; der „Scherer“ befürwortete entgegen dem Zeitgeist die deutsch-französische Aussöhnung.
Von diesem Ansatz ausgenommen blieb Großbritannien, das als imperialistische Macht vor allem aufgrund der grausamen Kriegführung gegen die Burenrepubliken Oranje und Transvaal Ziel von wütenden Kommentaren und bissigen Karikaturen im „Scherer“ war.
Die ablehnende Haltung gegenüber imperialistischen Bestrebungen war ein Kennzeichen des „Scherer“. So wurde auch die China-Politik des wilhelminischen Deutschen Kaiserreiches, bei aller Betonung eines gesamtdeutschen Nationalbewusstseins, harsch kritisiert und abgelehnt.

Das Logo des Scherer-Verlages: ein stilisierter Tiroler Adler, der sich auf einen „Scher“ (mundartlich für Maulwurf) stürzt

Neben der Zeitschrift erschienen im gleichnamigen „Scherer-Verlag“ (Logo siehe Abbildung rechts) die Werke der Mitarbeiter. Anton Renk, Arthur von Wallpach, aber auch Adolf Pichler publizierten im Scherer-Verlag ihre Werke. Daneben druckte der Scherer-Verlag vor allem auch Postkarten, die meist politisch-weltanschauliche Sujets gemäß der Ideologie des „Scherer“ zum Inhalt hatten.
Die Unterstützung aus dem liberal-bürgerlichen Umfeld und der intellektuellen Szene der Jahrhundertwende wird durch die zahlreichen namhaften Sympathiebekundungen deutlich, die im „Scherer“ unter der Rubrik „Briefkasten“ veröffentlicht wurden: Peter Rosegger, Felix Dahn, Ludwig Thoma, Cosima Wagner und natürlich Adolf Pichler.
In Österreich-Ungarn und vereinzelt auch im Deutschen Kaiserreich bildeten sich Sympathisantenkreise namens „Scherergemeinden“.
1903 wurde der „Scherer-Verlag“ von der Oberösterreichischen Buchdruckerei und Verlagsgesellschaft übernommen und erschien ab 1. Oktober 1903 in Linz.